# Valter Vincenti
Valter Vincenti (Amelia, 16 ottobre 1962) è un musicista, arrangiatore e polistrumentista italiano.

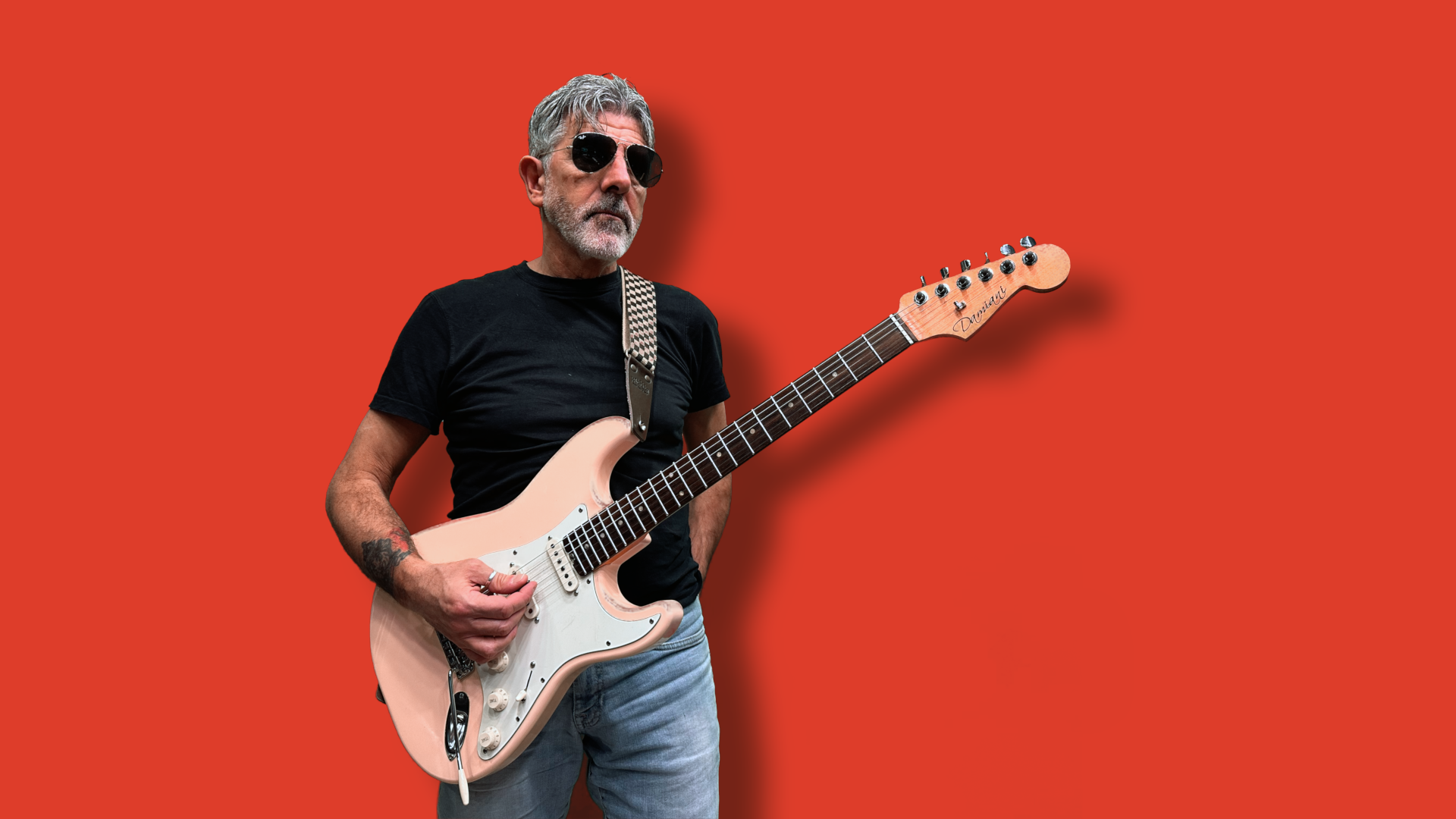

Produttore artistico arrangiatore e chitarrista, diplomato CEE al corso per arrangiatori di musica leggera è da sette anni membro effettivo dello Shengen Clan di Alborosie, reggae star di fama internazionale con il quale ha iniziato una collaborazione continuativa in studio e nei tour mondiali.
Negli ultimi anni, sempre con Alborosie ha realizzato e prodotto molti progetti sia italiani che internazionali di successo, solo nel 2019 ha partecipato al tour “ Unbreakable” toccando tutti i paesi Europei gli Stati Uniti l’Africa e il Sudamerica partecipando a moltissime trasmissioni televisive, in Italia è stato ospite a  “propaganda live” su La7 e al Jova Beach Party di Jovanotti.
Tra le sue esperienze sicuramente spiccano la direzione d’orchestra alla 51ª edizione del Festival di Sanremo con il duo Principe e Socio M (4º classificato) dei quali è stato anche produttore artistico e arrangiatore e la produzione artistica del brano L’Emmanuel inno della giornata mondiale della gioventù del 2000 e del Giubileo dove ha anche diretto l’orchestra e suonato in mondovisione da Piazza S. Pietro e presso l’aula Nervi in Vaticano alla presenza di Sua Santità Giovanni Paolo II.
nel giugno del 2018 registra, insieme alla storica band di Bob Marley “the Wailers” riunita per l’occasione l’album “Unbreakable - Alborosie meets The Wailers united”.
Ha collaborato con Armando Avila notissimo produttore sud americano e in particolar modo con il Cosmos studio di Città del Messico.
È stato produttore artistico ed arrangiatore di Marco di Mauro, cantante e compositore affermatissimo in tutto il Sudamerica con il quale ha vinto il disco d’oro e di platino col primo disco Nada de Nada e ha prodotto interamente il brano “como dice el dicho” sigla dell’omonima fiction prodotta da Televisa mexico e attualmente in programmazione nei circuiti televisivi del nord centro e sudamerica.
In Italia ha preso parte ai tour di Loredana Bertè, Boomdabash, Paola Turci, Après la classe, Mogol, Mario Lavezzi, Giulio Golia (LE IENE), Gianni Bella, Gatto Panceri, Jalisse, Marcella, Sabina Stilo, Gianluca Guidi. 
Da chitarrista ha all’attivo tre album da solista CoIori, Pace tocco terra e Dna uscito a luglio nel 2020 dove, oltre all’aspetto prettamente chitarristico ne ha curato tutti gli arrangiamenti. 
Ha suonato, arrangiato e partecipato a sessioni live e in studio con molti artisti italiani e stranieri tra i quali:
Italiani:
- Jovanotti, Elisa, Giuliano Sangiorgi, Fedez, Piero Pelù, Africa Unite, Guè, 99 Posse, Alborosie, Gaudi, J-Ax Fabrizio Bosso, James Senese, Nina Zilli, Clementino, Tonino Carotone, Erica Mou, Dodi Battaglia, Ornella Vanoni, Gatto Panceri, Mogol, Mario Lavezzi, Ricky Gianco, Giorgio Faletti, Federico Camba, Amalia Grè, Principe e Socio M. Gianluca Grignani, Oscar Prudente, Detto Mariano, Stelvio Cipriani, Riccardo Fogli, Stefano Zarfati, Bobby Solo, Luca Jurman, Luisa Corna, Memo Remigi.

Stranieri:
- Gentleman, Andrew Tosh, Protoje, Jo Mersa Marley, Don Letts, Slightly Stoopid, Rag’n’bone Man, Wailing Souls, Kimani Marley, Etana, Calma Carmona, Kiko Bun, Ponto Do Equilibrio, Stefflon Don, The Wailers band (Bob Marley), Don Letts, Dave Weckl John Patitucci, Randy Brecker, Carl Vehereyen, Gregg Bissonette, Matt Laug, Jennifer Batten, Oracio “el negro” Hernandez, Victoria Silvstedt.

Tra le molte partecipazioni televisive in Italia le più rappresentative sono:
Domenica In (Rai1), Festival della canzone italiana d’autore (Rtsi Svizzera italiana), 23º Giro festival della canzone italiana (Rai 3), Festivalbar (Italia1), Trenta ore per la vita (Canale 5), La vita in diretta (Rai2), Stella nascente (RAI1), Ci vediamo in tv (Rai1), Radio 101 serata con.. (Video Italia/Radio Italia).
Da sempre svolge un’intensa attività didattica che negli anni lo ha portato a collaborare con alcune tra le principali strutture didattiche italiane: Cet (Centro Europeo di Toscolano), Roma Rock School, Pan Pot, Vocal Master.

## Discografia
Da solista:
- 2003 - Colori (La cucina EMI music )
- 2007 - Pace tocco terra (La cucina EMI Music )
- 2019 - DNA (One More Dub)
- 2025 - SIXSONGS

artisti:
- 1997 Ricky Gianco - I successi
- 1998 Warhead - Sand'son
- 1999 Ricky Gianco - Tandem
- 2000 Principe e Socio M - SSSHHH!!!
- 2001 Gatto Panceri - Vibrazioni
- 2003 Gatto Panceri - 7 vite
- 2009 Gatto Panceri - Live
- 2016 Alborosie - Freedom & Fyah
- 2016 Alborosie - The Rockers
- 2017 Alborosie - Soul Pirate acoustic
- 2017 Tonino Carotone - L’amore non paga
- 2018 Tonino Carotone - Vita Clandestina
- 2018 Alborosie - Unbreakable
- 2020 Wailing Souls - Back A Yard
- 2020 AA.VV Shadows After Dark
- 2021 Alborosie - For The Culure
- 2021 Alborosie - Asì
- 2023 Alborosie - Destiny
- 2023 Alborosie - Blackbird
- 2024 Cienfuego/ Luciano - Pinto Wanted
- 2025 Cienfuego/Mellow Mood/ Valter Vincenti  - Wild Wild West
- 2025 Valter Vincenti - Orphan Girl
- 2025 Valter Vincenti - Please Just One More Day

## Tour
- 2015 Alborosie Soul Pirate - Europe tour
- 2016 Alborosie Soul Pirate - South America tour
- 2016 Alborosie Fall Tour - Europe tour
- 2017 Alborosie Freedom & Fyah - Europe tour
- 2017 Alborosie Freedom & Fyah - United States tour
- 2018 Alborosie  - Mexico/Usa tour
- 2018 Alborosie  - Europe tour
- 2019 Alborosie Unbreakable - Mexico/Canada/Usa tour
- 2024 Alborosie Usa/Europe tour